# Crveni ribiz
Crveni ribiz (lat. Ribes rubrum) vrsta je iz roda ribiza. Ima porijeklo iz Europe. Ima puno kultivara, a negdje raste i u divljini.
Crveni ribiz je listopadni grm, koji normalno raste do 1—2 m visine, s petokrakim listovima spiralno raspoređenim na stabljici. Cvjetovi su neupadljivi žuto-zeleni, u grozdu 4—8 cm, koji sazrijevaju u svijetlo crvene prozirne jestive bobice 8—12 mm u promjeru, s 3–10 bobica u svakom grozdu. Jedan grm može dati 3—4 kg bobica od sredine do kraja ljeta.
Iako se često uzgaja za džemove i sokove, slično bijelom ribizu, često se poslužuje sirov ili kao jednostavan dodatak u voćnim salatama ili sezonskim pićima.
U 100 grama crvenoga ribiza ima 56 kalorija. Bogat je izvor vitamina C, dajući 49% dnevnih potreba za tim vitaminom. Vitamin K je jedini drugi esencijalni nutrijent sa znatnim sadržajem od 10% dnevnih potreba.